# Cheo cheo đốm Sri Lanka
Moschiola meminna là một loài động vật có vú trong họ Tragulidae, bộ Artiodactyla. Loài này được Erxleben mô tả năm 1777.

## Hình ảnh

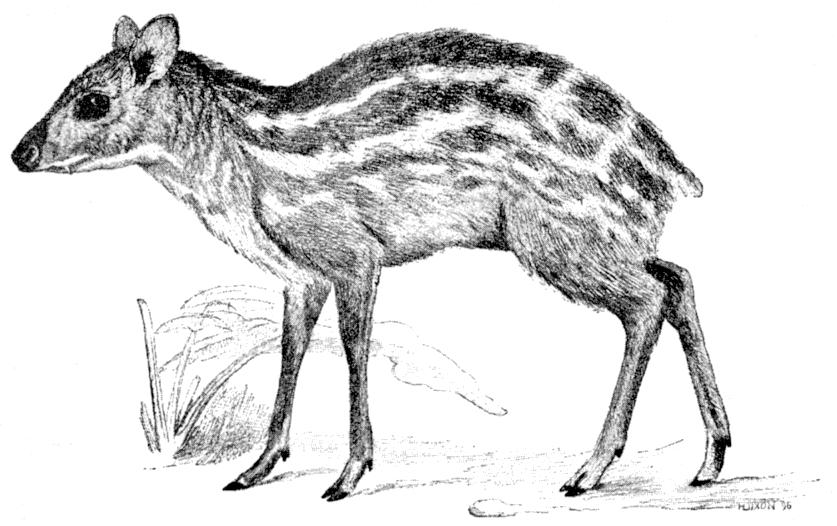
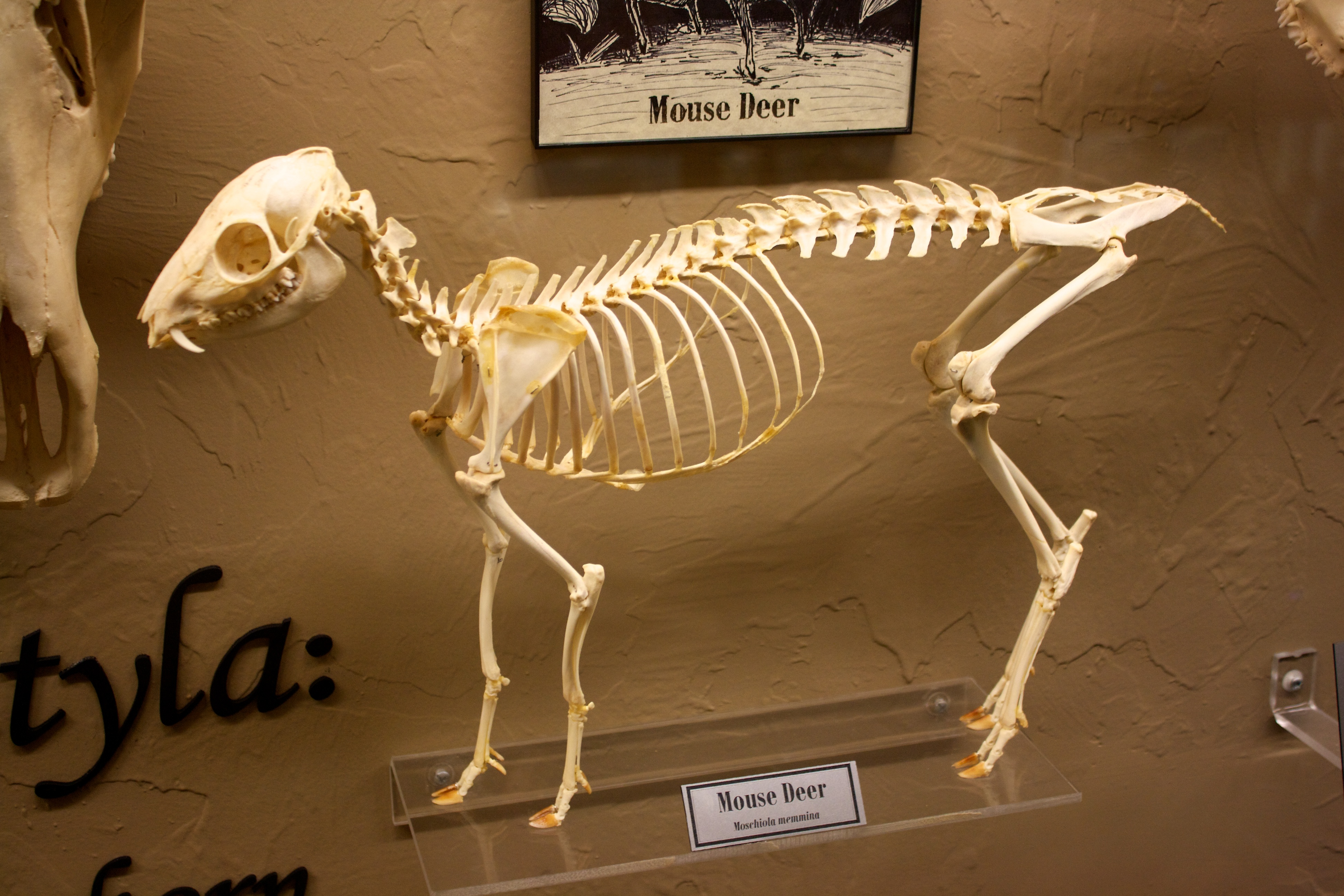
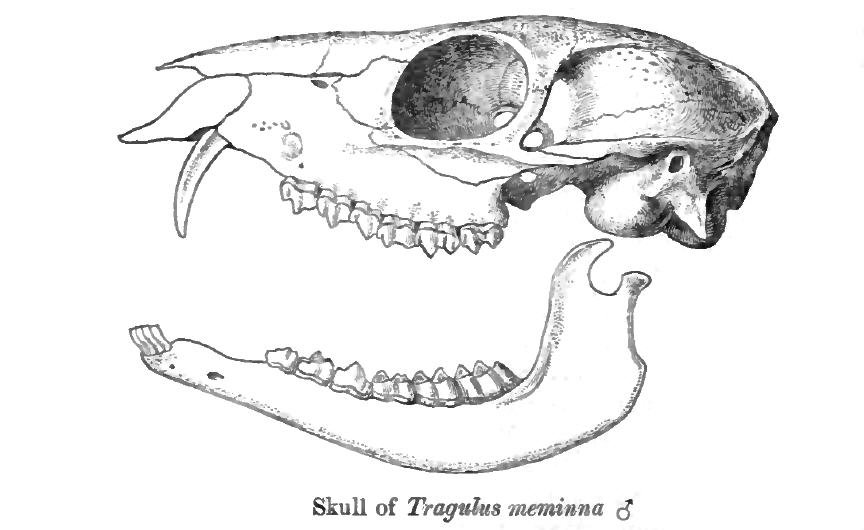